# Renate Meinhof

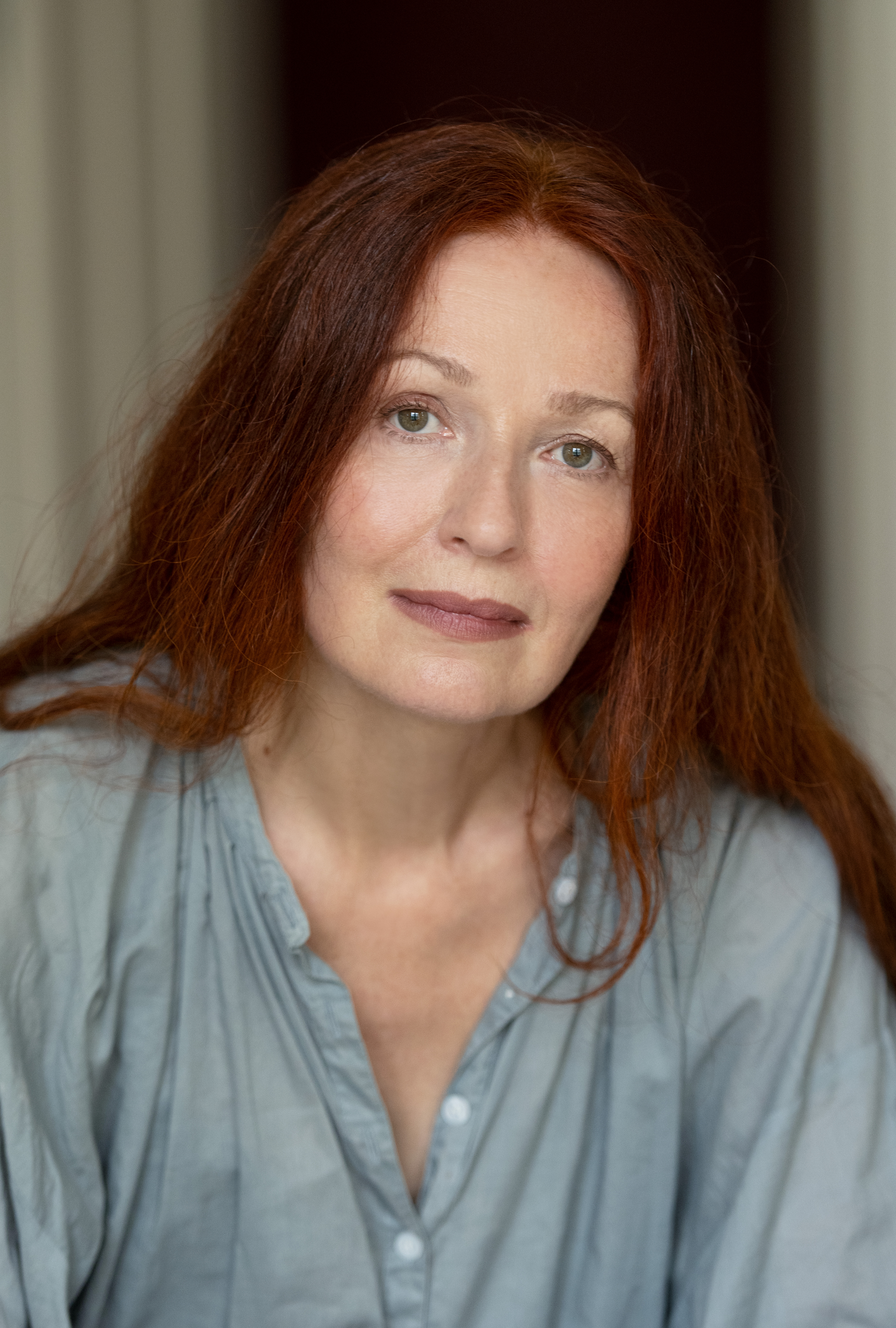
Renate Meinhof (2021)

Renate Meinhof (ur. 24 stycznia 1966 w Bergen auf Rügen/NRD) – niemiecka dziennikarka, laureatka Polsko-Niemieckiej Nagrody Dziennikarskiej.

## Wykształcenie
Renate Meinhof dorastała na protestanckiej plebanii na wyspie Rugia. Jej ojcowscy przodkowie byli pastorami w kilku pokoleniach. Według niej jej rodzice nigdy nie akceptowali reżimu NRD, ona sama już jako dziecko nauczyła się, „że istnieje kilka prawd i że obrona własnych przekonań może boleć”.
Po maturze w Ewangelickim Liceum Hermannswerder w Poczdamie odbyła staż jako bibliotekarka przy Związku Kościołów Ewangelickich w NRD (Bund der Evangelischen Kirchen in der DDR). Następnie podjęła studia w zakresie teologii na Ewangelickim Konwikcie w Berlinie Wschodnim. Po zjednoczeniu Niemiec kontynuowała naukę we Frankfurcie nad Menem i na Kirchliche Hochschule Berlin dzielnicy Zehlendorf (EHB). Zdała egzamin magisterski na Uniwersytecie Humboldtów w Berlinie.

## Dziennikarstwo
Uczęszczała do Niemieckiej Szkoły Dziennikarstwa w Monachium (Deutsche Journalistenschule), potem przez kolejne trzy lata pracowała w redakcji dziennika informacyjnego kanału telewizyjnego ARD w Hamburgu. Od 1999 roku jest reporterką w berlińskiej redakcji dziennika Süddeutsche Zeitung.
W latach 2000, 2002 i 2004 Renate Meinhof otrzymała za swoje reportaże nagrodę dziennikarstwa kraju związkowego Meklemburgia-Pomorze Przednie (Sophie-Medienpreis).
W 2006 roku ukazała się jej książka o wkroczeniu Armii Czerwonej do Meklemburgii w 1945 roku, pod tytułem „Dziennik Marii Meinhof”. Jest to reportaż historyczny oparty na zapiskach babci, które wnuczka odnalazła na strychu sześć dekad później. W recenzji tygodnika Die Zeit książka została opisana jako „obraz w stylu Hieronima Boscha z czasów upadku”.
W 2008 roku otrzymała Niemiecko-Polską Nagrodę Dziennikarską. Nagradzany reportaż „Wspaniały świat pralni” stał się kanwą filmu Hansa-Christiana Schmida z 2009 roku. W 2011 roku otrzymała nagrodę dziennikarską feministycznego magazynu „Emma”. W 2021 r. otrzymała nagrodę im. Ulricha Wickerta w dziedzinie praw dziecka.

## Życie prywatne
Renate Meinhof jest mężatką i ma dwoje dzieci. Mieszka w Berlinie.

## Książka
- Das Tagebuch der Maria Meinhof. April 1945 bis März 1946 in Pommern – Eine Spurensuche. Hoffmann & Campe, Hamburg 2005 ISBN 3-455-09425-2.